# الزعل (حزم العدين)

تعديل مصدري - تعديل

الزعل محلة تابعة لقرية بني سعيد، التابعة لعزلة الشعاور بمديرية حزم العدين إحدى مديريات محافظة إب في الجمهورية اليمنية، بلغ تعداد سكانها 57 حسب تعداد اليمن لعام 2004.